# Heteronygmia strigitorna
Heteronygmia strigitorna är en fjärilsart som beskrevs av George Francis Hampson 1910. Heteronygmia strigitorna ingår i släktet Heteronygmia och familjen tofsspinnare. Inga underarter finns listade i Catalogue of Life.